# Subulascaris
Subulascaris ist eine Gattung der Spulwürmer mit vier Arten. Sie sind Parasiten bei amerikanischen Amphibien.

## Merkmale
Subulascaris hat die Eigenschaften der Quimperiinae. Die Gattung unterscheidet sich von den anderen Gattungen der Unterfamilie dadurch, dass nur wenige Schwanzpapillen vorhanden sind und die Kutikula längsgestreift ist.

## Systematik
Das Interim Register of Marine and Nonmarine Genera listet folgende Arten:
- Subulascaris cyanophlyctis Deshmukh, 1968
- Subulascaris falcaustriformis Freitas & Dobbin Jr., 1957
- Subulascaris freitasi Choudhari & Deshmukh, 1977
- Subulascaris ranae Arya, 1980